# Thallarcha gracilis
Thallarcha gracilis là một loài bướm đêm thuộc phân họ Arctiinae, họ Erebidae.